# Candace Parker
Candace Nicole Parker, coniugata Williams (St. Louis, 19 aprile 1986), è un'ex cestista statunitense, professionista nella WNBA. È la sorella di Anthony Parker, ex cestista NBA. È stata inoltre sposata dal 2008 al 2016 con l'ex cestista NBA Shelden Williams, da cui ha avuto una figlia.

## Carriera
Candace Parker è stata la prima scelta assoluta nel Draft WNBA 2008. Nel 2016, insieme ad altre star come Alana Beard e Nneka Ogwumike, ha aiutato le Sparks a vincere il loro primo titolo WNBA Finals dal 2002. Al liceo, Parker ha vinto i premi Gatorade National Girls Basketball Player of the Year 2003 e 2004, diventando solo il secondo junior e l'unica donna a ricevere il premio due volte.
Giocatrice versatile, in WNBA Parker gioca principalmente come ala grande ma al college è stata inserita nel roster di Tennessee come ala, centro e guardia. È stata la prima donna a schiacciare in un torneo NCAA e la prima donna a schiacciare due volte in una partita al college, il 19 marzo 2006. Parker è diventata la seconda giocatrice a schiacciare in una partita WNBA il 22 giugno 2008. Ancor prima di disputare una partita WNBA, aveva firmato accordi di sponsorizzazione a lungo termine con Adidas e Gatorade. Nel condurre i Lady Vols a due campionati nazionali consecutivi, Parker è stata nominata la giocatrice migliore per distacco delle Final Four in entrambe le occasioni ed è stata giocatrice nazionale dell'anno per due volte.
Ha vinto un campionato WNBA (2016), due WNBA Most Valuable Player Awards (2008, 2013), WNBA Finals MVP Award (2016), WNBA All-Star Game MVP (2013), due medaglie d'oro olimpiche (2008, 2012), e il premio WNBA Rookie of the Year (2008). È stata selezionata in sei squadre all-WNBA e cinque squadre all-star ed è stata la prima giocatrice a vincere il Rookie of the Year e il WNBA Most Valuable Player Award nella stessa stagione.

## Statistiche

### College
| Anno       | Squadra          | PG  | PT | MP   | TC%  | 3P%  | TL%  | RP  | AP  | PRP | SP  | PP   |
| ---------- | ---------------- | --- | -- | ---- | ---- | ---- | ---- | --- | --- | --- | --- | ---- |
| 2005-2006  | Tenn. Volunteers | 36  | -  | 31,3 | 55,2 | 25,0 | 72,9 | 8,3 | 2,9 | 1,6 | 2,4 | 17,3 |
| 2006-2007† | Tenn. Volunteers | 36  | -  | 30,6 | 52,9 | 33,3 | 71,6 | 9,8 | 2,4 | 1,8 | 2,8 | 19,6 |
| 2007-2008† | Tenn. Volunteers | 38  | -  | 29,8 | 53,6 | 26,7 | 69,8 | 8,5 | 2,5 | 2,3 | 2,4 | 21,3 |
| Carriera   | Carriera         | 110 | -  | 30,5 | 53,8 | 28,3 | 71,3 | 8,8 | 2,6 | 1,9 | 2,5 | 19,4 |

### WNBA
| † | Denota le stagioni in cui ha vinto il titolo |

#### Regular Season
| Anno     | Squadra        | PG  | PT  | MP   | TC%  | 3P%  | TL%  | RP   | AP  | PRP | SP  | PP   |
| -------- | -------------- | --- | --- | ---- | ---- | ---- | ---- | ---- | --- | --- | --- | ---- |
| 2008     | L.A. Sparks    | 33  | 33  | 33,6 | 52,3 | 42,3 | 73,3 | 9,5  | 3,4 | 1,3 | 2,3 | 18,5 |
| 2009     | L.A. Sparks    | 25  | 24  | 32,6 | 48,5 | 20,8 | 76,3 | 9,8  | 2,6 | 0,6 | 2,1 | 13,1 |
| 2010     | L.A. Sparks    | 10  | 10  | 33,5 | 50,0 | 25,0 | 73,2 | 10,1 | 2,2 | 1,0 | 2,2 | 20,6 |
| 2011     | L.A. Sparks    | 17  | 16  | 32,6 | 51,1 | 41,9 | 73,6 | 8,6  | 2,8 | 1,2 | 1,6 | 18,5 |
| 2012     | L.A. Sparks    | 33  | 33  | 30,7 | 48,1 | 32,2 | 71,0 | 9,7  | 3,3 | 1,5 | 2,3 | 17,4 |
| 2013     | L.A. Sparks    | 31  | 31  | 28,7 | 49,3 | 25,7 | 76,2 | 8,7  | 3,8 | 1,2 | 1,8 | 17,9 |
| 2014     | L.A. Sparks    | 30  | 29  | 33,2 | 46,9 | 30,6 | 84,6 | 7,1  | 4,3 | 1,8 | 1,4 | 19,4 |
| 2015     | L.A. Sparks    | 16  | 16  | 34,4 | 48,9 | 27,9 | 81,5 | 10,1 | 6,3 | 1,9 | 1,8 | 19,4 |
| 2016 †   | L.A. Sparks    | 34  | 34  | 30,8 | 44,2 | 38,2 | 70,7 | 7,4  | 4,9 | 1,3 | 1,0 | 15,3 |
| 2017     | L.A. Sparks    | 33  | 33  | 30,5 | 47,8 | 35,4 | 75,6 | 8,4  | 4,3 | 1,4 | 1,7 | 16,9 |
| 2018     | L.A. Sparks    | 31  | 30  | 30,6 | 47,1 | 34,5 | 80,8 | 8,2  | 4,7 | 1,2 | 1,0 | 17,9 |
| 2019     | L.A. Sparks    | 22  | 22  | 26,0 | 42,2 | 26,7 | 79,1 | 6,4  | 3,5 | 1,0 | 0,7 | 11,2 |
| 2020     | L.A. Sparks    | 22  | 22  | 30,0 | 51,0 | 39,6 | 73,1 | 9,7  | 4,6 | 1,2 | 1,2 | 14,7 |
| 2021†    | Chicago Sky    | 23  | 23  | 26,7 | 45,8 | 32,9 | 79,4 | 8,4  | 4,0 | 0,8 | 1,2 | 13,3 |
| 2022     | Chicago Sky    | 32  | 32  | 28,3 | 45,8 | 31,1 | 81,6 | 8,6  | 4,5 | 1,0 | 1,0 | 13,2 |
| 2023†    | Las Vegas Aces | 18  | 18  | 23,6 | 46,5 | 33,3 | 89,3 | 5,4  | 3,7 | 1,5 | 0,9 | 9,0  |
| Carriera | Carriera       | 410 | 406 | 30,4 | 47,9 | 33,3 | 76,7 | 8,5  | 4,0 | 1,3 | 1,5 | 16,0 |

#### Play-off
| Anno     | Squadra     | PG | PT | MP   | TC%  | 3P%  | TL%  | RP   | AP  | PRP | SP  | PP    |
| -------- | ----------- | -- | -- | ---- | ---- | ---- | ---- | ---- | --- | --- | --- | ----- |
| 2008     | L.A. Sparks | 6  | 6  | 36,5 | 45,9 | 0,0  | 75,9 | 9,8  | 3,8 | 1,5 | 2,2 | 15,0  |
| 2009     | L.A. Sparks | 6  | 6  | 35,2 | 53,5 | 25,0 | 70,5 | 10,7 | 1,7 | 0,8 | 1,8 | 18,0  |
| 2012     | L.A. Sparks | 4  | 4  | 36,0 | 57,3 | 50,0 | 87,5 | 11,0 | 4,3 | 1,0 | 1,8 | 28,8° |
| 2013     | L.A. Sparks | 3  | 3  | 37,3 | 54,2 | 0,0  | 68,4 | 8,7  | 1,3 | 1,0 | 1,0 | 25,7  |
| 2014     | L.A. Sparks | 2  | 2  | 36,5 | 54,3 | 25,0 | 44,4 | 6,0  | 3,5 | 1,5 | 2,5 | 21,5  |
| 2015     | L.A. Sparks | 3  | 3  | 38,3 | 41,8 | 38,9 | 84,2 | 10,7 | 4,7 | 2,3 | 1,3 | 23,0  |
| 2016 †   | L.A. Sparks | 9  | 9  | 33,0 | 46,9 | 31,3 | 77,8 | 8,7  | 3,2 | 1,7 | 1,9 | 19,3  |
| 2017     | L.A. Sparks | 8  | 8  | 34,1 | 42,6 | 24,3 | 89,5 | 9,1  | 5,1 | 2,5 | 2,0 | 16,9  |
| 2018     | L.A. Sparks | 2  | 2  | 30,5 | 36,4 | 25,0 | 100  | 7,0  | 3,0 | 2,5 | 0,0 | 9,0   |
| 2019     | L.A. Sparks | 4  | 4  | 23,6 | 54,5 | 33,3 | 33,3 | 6,0  | 3,5 | 1,0 | 2,0 | 10,5  |
| 2020     | L.A. Sparks | 1  | 1  | 40,0 | 46,2 | 50,0 | 90,0 | 14,0 | 5,0 | 1,0 | 2,0 | 22,0  |
| 2021†    | Chicago Sky | 10 | 10 | 32,4 | 49,1 | 33,3 | 89,5 | 8,4  | 4,4 | 2,1 | 1,0 | 13,8  |
| 2022     | Chicago Sky | 8  | 8  | 29,4 | 43,8 | 33,3 | 75,9 | 10,8 | 4,6 | 1,4 | 2,6 | 14,8  |
| Carriera | Carriera    | 66 | 66 | 33,3 | 48,1 | 30,4 | 77,7 | 9,2  | 3,8 | 1,6 | 1,8 | 17,4  |

## Palmarès

### NCAA
- 2 volte campionessa NCAA (2007, 2008)
- 2 volte NCAA Basketball Tournament Most Outstanding Player (2007, 2008)

### WNBA
- Campionato WNBA: 3

Los Angeles Sparks: 2016
Chicago Sky: 2021
Las Vegas Aces: 2023
- WNBA Most Valuable Player: 2

2008, 2013
- WNBA Defensive Player of the Year: 1

2020
- WNBA Finals Most Valuable Player: 1

2016
- WNBA Rookie of the Year (2008)
- 7 volte All-WNBA First Team (2008, 2012, 2013, 2014, 2017, 2020, 2022)
- 3 volte All-WNBA Second Team (2009, 2015, 2018)
- 2 volte WNBA All-Defensive Second Team (2009, 2012)
- WNBA All-Rookie First Team (2008)
- 3 volte miglior rimbalzista WNBA (2008, 2009, 2020)
- 2 volte miglior stoppatrice WNBA (2009, 2012)